# 杨紫琼
丹斯里拿督斯里杨紫琼（英語：Tan Sri Dato' Seri Michelle Yeoh Choo-Kheng，/ˈjoʊ/，1962年8月6日—），馬來西亞华裔女演員，出生霹靂州怡保市。选美出身的她在香港和欧美影坛发展。現擔任国际奥林匹克委员会委員。她是马来西亚首名被册封拿督封衔的艺术家，也是首名被册封丹斯里封衔的华裔艺人。法國品牌愛馬仕以她的姓氏楊來推出一種款式的手袋，名叫「楊包」。
在移居美國後，杨紫琼因出演詹姆斯·邦德電影《明日帝國》（1997年）和李安的武俠電影《臥虎藏龍》（2000年）而獲得國際認可，後者使她獲得英國電影學院獎最佳女主角提名。她在《藝妓回憶錄》（2005年）、《太陽倒數》（2007年）、《木乃伊3》（2008年）、《劍雨》（2010年）、以上電影分別有主角或重要配角的演出，《功夫熊貓2》擔任配音（2011年）。
2022年成為《Time雜誌》年度偶像；2018年主演喜劇片《瘋狂亞洲富豪》拿下多個北美票房冠軍；2023年以電影《媽的多重宇宙》（2022年）陸續獲得第94屆國家評論協會最佳女主角、第80屆金球獎最佳音樂及喜劇類電影女主角、第29屆美國演員工會獎最佳女主角、第38屆獨立精神獎最佳主角演出、第95屆奧斯卡金像獎最佳女主角等獎項。她也是奧斯卡史上第一位馬來西亞籍及具有華裔血統的影后，她也是首位拿下此奖的亚裔演员、2024年获得美国总统拜登颁发的美国总统自由勋章，係授予平民的最高荣誉。

## 早年經歷
杨紫琼生于马来亚联合邦霹雳州怡保，父親楊建德（Yeoh Kian-teik，1926–2014）在1959-1969年當選馬來西亞上議員（所屬政黨馬華公會），又多次當選霹雳州律師公會主席，並於1975年創辦現在是馬來西亞和新加坡的主要長途巴士公司利南集團（Sri Maju Group）。杨紫琼自小與父親用英語交流，並能聽懂一起住的外祖母所講的馬來西亞粵語。至1980年代在香港工作才學會講流利粵語，在拍攝電影《臥虎藏龍》（2000）時因為不懂華語只能硬記台詞的拼音，此後才慢慢學會華語。至2022年她指她至今不會讀、寫漢字是人生憾事。
杨紫琼4岁习芭蕾，本想成为芭蕾舞者，15岁遠赴英国皇家舞蹈学院学习芭蕾，获得戏剧舞蹈专业学士学位。17岁时因脊椎受伤不得不终止舞蹈生涯。
1983年，杨紫琼在妈妈的鼓励参加「马来西亚小姐」选美竞赛並奪得冠军宝座，她也代表马来西亚出征世界小姐。同年，她在澳洲墨尔本当选为「Moomba小姐」。1984年，杨紫琼获潘迪生和洪金宝提携，於香港拍摄了她首部电影《貓頭鷹與小飛象》，後獲邀与成龍和周润发拍广告片。1985年，以《皇家師姐》一片成名，成为香港头号女打星，後以艺名 Michelle Yeoh 活躍於演藝界。
杨紫琼是佛教徒，更是香港寶林禪寺圣一大和尚座下的弟子。
杨紫琼亦是香港女艺人梅艳芳生前挚交之一，梅艳芳喪礼上的八位扶灵人中，杨紫琼是其中兩位女性之一。
曾與德寶電影公司創辦人潘迪生結婚，1992年離異，现任丈夫是前国际汽联主席让·托德，兩人於2023年結婚。

## 演藝經歷
- 1992年，离婚后复出的她与成龙合作的影片《警察故事III》公映后，杨紫琼成为亚洲最富知名度和片酬最高的女演員。
- 1997年，受邀演出007系列影片（Tomorrow Never Dies）的女主角。
- 2000年，演出李安导演的作品《臥虎藏龍》再次扬名国际[26]。
- 2001年：奥斯卡颁奖嘉宾。
- 2001年：成為首位入圍英國電影學院獎最佳女主角的華裔演員。
- 2001年：获得马来西亚霹雳州苏丹册封‘拿督’勋爵。
- 2001年：获国际戏院商协会颁发“最具代表性国际巨星”的称号。
- 2002年：出任第55届戛纳电影节评委。
- 2002年： 获“马来西亚十大杰出青年”。[27]
- 2002年：获“世界十大杰出青年”。
- 2002年：“ Cineasia 2002 Award Winners ”最佳监制奖。
- 2002年，自组公司开拍了《天脉传奇》。
- 2002年：万宝龙国际艺术大奖。
- 2003年：获“2003巨星炫风超级盛典”最具风格国际演员大奖。[28]
- 2004年：亚洲MTV电影特别荣誉大奖。
- 2006年：出任第63届美国金球奖颁奖嘉宾。
- 2008年：摩洛哥马拉喀什电影节终身成就奖。
- 2008年：出任第45届金马奖颁奖嘉宾。
- 2009年：获2008影响世界华人大奖。
- 2009年：康城电影节特殊大奖。
- 2009年：第三屆亞洲電影大獎評審團主席。
- 2011年：在新電影因飾演諾貝爾和平獎得主昂山素姬，而被緬甸當局禁止入境[29]。
- 2012年：获马来西亚霹雳州苏丹阿茲蘭沙殿下赐封拿督斯里勋衔。
- 2013年，获马来西亚最高元首端姑哈林赐封“丹斯里勋衔”。
- 2022年3月24日，杨紫琼在Instagram上透露确诊了COVID-19。[30]
- 2023年3月12日，楊紫瓊憑《媽的多重宇宙》獲第95屆奧斯卡金像獎最佳女主角。[7][31]
- 2023年4月16日，出任第41屆香港電影金像獎最佳新演員獎項之頒獎嘉賓。
- 2023年10月17日，出任国际奥林匹克委员会委員。[32]
- 2024年3月10日，出任第96屆奧斯卡金像獎最佳女主角獎項之頒獎嘉賓。
- 2024年5月楊紫瓊因以首位亞洲演員奪得奧斯卡影后，而獲美國總統拜登頒發總統自由勳章，總統自由勳章是平民受勳的最高榮譽。[33]

## 爭議
2013年4月11日，据马来西亚的官方指出，出席“首相与您有约”晚宴的艺人名单当中包括了杨紫琼，而主办单位也为此强调这是一场非政治的活动。此消息一传出后，杨紫琼的脸书随即遭到华裔网友们的炮轰，促使主办单位再次澄清这项活动并没为任何政党站台。4月20日，杨紫琼如期出席了晚宴，并于场合上公开力挺首相纳吉·阿都拉萨。
杨紫琼是2023年由中国网路发起「农历新年正名运动」而被“出征”的知名人士之一。她在农历新年期间的1月24日释出《美生中国人》演员向观众拜年的短片中，因未使用「Chinese New Year」而被一部份中国大陸网友批评忘本。
2023年3月，作为奧斯卡金像獎最佳女主角的热门人选，楊紫瓊透過社交媒體轉載Vogue文章 《過去20多年一直由白人女性封后，2023年可會改變？》（It’s Been Over Two Decades Since We’ve Had a Non-White Best Actress Winner. Will That Change in 2023?），文章提及該獎項類別歷史上缺乏多樣性，因內文提及同入圍最佳女主角者姬蒂·白蘭芝，疑觸犯候選人「禁止標示對手名稱或戲名的策略」賽規，其後她已刪文。
2023年11月，杨紫琼官宣成为法国时尚品牌巴黎世家全球品牌大使，遭到网友抨击并表示“对她很失望”，部分网友表示，“请看看他们对儿童做的营销手段”、“为什么奥斯卡获奖女演员会推广一个有争议的品牌？”。

## 作品列表

### 電影
| 年份 | 標題                    | 角色                                                   | 附註 |
| ---- | ----------------------- | ------------------------------------------------------ | --- |
| 1984 | 《貓頭鷹與小飛象》      | Miss Yeung                                             | |
| 1985 | 《夏日福星》            | 柔道教練                                               | |
| 1985 | 《皇家師姐》            | Inspector Ng                                           | 提名-第5屆香港電影金像獎最佳新人 |
| 1986 | 《皇家戰士》            | Inspector Michelle Yip                                 | |
| 1987 | 《中華戰士》            | Fok Ming-Ming                                          | |
| 1987 | 《通天大盜》            | Michelle Yeung Ling (Ning)                             | |
| 1992 | 《警察故事III超級警察》 | 楊建華                                                 | |
| 1993 | 《東方三俠》            | 心靖／陳三／青青                                       | |
| 1993 | 《新流星蝴蝶劍》        | 高寄萍                                                 | |
| 1993 | 《現代豪俠傳》          | 心靖／陳三／青青                                       | |
| 1993 | 《武俠七公主》          | 夢青絲／獨孤貞                                         | |
| 1993 | 《超級計劃》            | 楊建華                                                 | |
| 1993 | 《太極張三豐》          | 秋雪                                                   | |
| 1994 | 《笑林小子2：新烏龍院》 | 魔女                                                   | |
| 1994 | 《7金剛》               | Fong Ying                                              | |
| 1994 | 《詠春》                | 嚴詠春                                                 | |
| 1996 | 《阿金》                | 阿金                                                   | |
| 1997 | 《宋家皇朝》            | 宋靄齡                                                 | 提名-香港電影金像獎最佳女配角 |
| 1997 | 《新鐵金剛之明日帝國》  | 林慧                                                   | |
| 1999 | 《星月童話》            | Sis Michelle                                           | |
| 2000 | 《臥虎藏龍》            | 俞秀蓮                                                 | 提名-香港電影金像獎最佳女主角獎 提名-金馬獎最佳女主角獎 提名-英國電影學院獎最佳女主角 提名-土星獎最佳電影女主角 提名-多倫多影評人協會最佳女主角 提名-溫哥華影評人協會最佳女主角 |
| 2002 | 《天脈傳奇》            | Pak Yin Fay                                            | |
| 2004 | 《飞鹰》                | 黄鹭鹭／飞鹰女侠                                       | |
| 2005 | 《藝伎回憶錄》          | Mameha                                                 | |
| 2006 | 《霍元甲》              | 楊小姐                                                 | |
| 2007 | 《太陽倒數》            | Corazon                                                | |
| 2007 | 《遙遠的北方》          | Saiva                                                  | |
| 2008 | 《戰火逃城》            | Mrs. Wang                                              | |
| 2008 | 《巴比倫密碼》          | Sister Rebeka                                          | |
| 2008 | 《木乃伊3：龙帝之墓》   | Zi Yuan                                                | |
| 2010 | 《蘇乞兒》              | 俞大姐                                                 | |
| 2010 | 《劍雨》                | 曾靜／細雨                                             | 提名-华表奖最佳境外华裔女演员 提名-全美民選獎最受歡迎女演員 |
| 2011 | 《功夫熊貓2》           | Soothsayer                                             | |
| 2011 | 《翁山蘇姬》            | 翁山蘇姬                                               | 提名-衛星獎最佳女主角 |
| 2013 | 《美味秘方》            | Julia Lee                                              | |
| 2016 | 《臥虎藏龍：青冥寶劍》  | 俞秀蓮                                                 | |
| 2016 | 《極速秒殺2》           | Mei                                                    | |
| 2016 | 《魔詭》                | Dr. Lui Cheng                                          | |
| 2017 | 《銀河守護隊2》         | 阿爾塔·奧戈德                                          | |
| 2018 | 《瘋狂亞洲富豪》        | Eleanor Young                                          | 提名-道林獎最佳女配角 提名-紐約大西區影評人協會最佳女配角 提名-美國退休人員協會成年人電影獎最佳女配角                                                                           |
| 2018 | 《葉問外傳：張天志》    | 曹雁君                                                 | |
| 2019 | 《去年聖誕節》          | Santa / Huang Qing Shin (Kitty / Miso / "Muff" Muffin) | |
| 2021 | 《迴路追殺令》          | Dai Feng                                               | |
| 2021 | 《火药奶昔》            | Florence                                               | |
| 2021 | 《尚氣與十環傳奇》      | Ying Nan                                               | 提名-評論家選擇超級獎最佳動作電影女主角 |
| 2022 | 《媽的多重宇宙》        | 伊芙琳·王                                              | - 奥斯卡最佳女主角奖 - 金球獎最佳音樂及喜劇類電影女主角 - 美國演員工會獎最佳女主角 - 獨立精神獎最佳主角演出 - 國家評論協會最佳女主角                                            |
| 2022 | 《小小兵2：格魯的崛起》 | Master Chow                                            | |
| 2022 | 《猫狗武林》            | Yuki                                                   | |
| 2022 | 《善惡魔法學院》        | Professor Emma Anemone                                 | |
| 2023 | 《變形金剛：萬獸崛起》  | Airazor                                                | |
| 2023 | 《威尼斯魅影謀殺案》    | Joyce Reynolds                                         | |
| 2024 | 《老虎的學徒》          | Loo                                                    | 配音 |
| 2024 | 《魔法壞女巫》          | 莫里貝爾夫人                                           | |
| 2025 | 《魔法壞女巫：第二部》  | 莫里貝爾夫人                                           | |
| 2025 | 《哪吒之魔童鬧海》      | 殷夫人                                                 | 北美、澳新英語版配音 |
| 2029 | 《阿凡達4》             | Dr. Karina Mogue                                       | |
| TBA  | 《魔方小姐》            | 申豔紅                                                 | |

### 電視
| 年份      | 標題                   | 角色                                                           | 附註                                       |
| --------- | ---------------------- | -------------------------------------------------------------- | ------------------------------------------ |
| 2015      | 《勇者逆襲》           | Mei Foster / Lieutenant Colonel Han Li Na                      | 常駐演員；9集                              |
| 2016      | 《马可·波罗》          | Lotus                                                          | 7集                                        |
| 2017–2020 | 《星際爭霸戰：發現號》 | Captain Philippa Georgiou / Emperor Philippa Georgiou (mirror) | 常駐演員；16集 提名-土星獎電視最佳客串演員 |
| 2018      | 《星際爭霸戰：短途》   | Lieutenant Philippa Georgiou                                   | 單集：〈The Brightest Star〉               |
| 2022      | 《獵魔士：血源》       | Scían                                                          | 主演                                       |
| 2023      | 《西遊ABC》            | 觀世音菩薩                                                     | 主演                                       |
| 2024      | 《兄弟之道》           | Eileen Sun                                                     |                                            |
| 2024      | 《方舟：動畫系列》     | Mei-Yin Li                                                     | 配音                                       |
| 2025      | 《星際迷航：31區》     | Emperor Philippa Georgiou                                      | 電視電影；兼執行製片人                     |
| TBA       | 《銀翼殺手2099》       | Olwen                                                          |                                            |

### 紀錄片
| 年份 | 標題                       | 附註       |
| ---- | -------------------------- | ---------- |
| 2008 | Purple Mountain            |            |
| 2012 | Pad Yatra: A Green Odyssey | 執行製片人 |

### 電子遊戲
| 年份 | 標題                                           | 配音角色 | 附註 |
| ---- | ---------------------------------------------- | -------- | ---- |
| 2003 | 《臥虎藏龍》（Crouching Tiger, Hidden Dragon） | 俞秀蓮   |      |
| 2008 | 《神鬼傳奇3》                                  | Zi Yuan  |      |

### 歌曲
| 年份 | 標題           | 附註                             |
| ---- | -------------- | -------------------------------- |
| 1993 | 愛似流星       | 電影《新流星蝴蝶劍》國語版主題曲 |
| 1993 | 在我心中有個夢 | 電影《新流星蝴蝶劍》粵語版主題曲 |

## 荣誉
- 1983年：被选为马来西亚小姐，並代表马来西亚出征世界小姐[52]。
- 1983年：於澳洲墨尔本当选为Moomba小姐[52]。
- 1986年：於香港《華僑晚報》十大明星選舉中當選「十大影劇明星」。
- 2001年：获国际戏院商协会颁发“最具代表性国际巨星”的称号。
- 2002年：獲頒万宝龙国际艺术大奖[53]。
- 2002年：获得國際青年商會組織頒發的“世界十大傑出青年”[54]。
- 2002年：獲得馬來西亞国际青年商会頒發“马来西亚十大杰出青年”[55]。
- 2004年：亚洲MTV电影特别荣誉大奖。
- 2003年：獲得“2003最具风格国际演员“[56]。
- 2009年：获得“2008影响世界华人大奖”[57]。
- 2009年：康城电影节特殊大奖。
- 2008年：獲頒“第8届马拉喀什国际电影节终身成就奖”[58]。
- 2013年，第七屆亞洲電影大獎获“亞洲卓越電影人大獎”[59]。
- 2016年：被聯合國開發計劃署委任為全球親善大使[60][61]。
- 2022年：美国电影学会（AFI）授予杨紫琼该学会的荣誉艺术博士学位，成為亚洲首位获得此殊荣的艺术家[62][63]。
- 2022年：荣登《時代雜誌》年度封面艺人[64]。
- 2023年：榮獲第95屆奧斯卡金像獎最佳女主角。[65]
- 2023年：獲選美國藝術與科學院外籍院士。
- 2023年：獲香港科技大學人文學榮譽博士。

### 勋章

#### 马来西亚勋章
- 马来西亚
  -  联邦效忠领袖勋章 (P.S.M.) - 丹斯里 (2013)
- 霹靂
  -  霹雳王冠拿督勋章 (D.P.M.P.) - 拿督 (2001)
  -  霹雳王冠斯里勋章 (S.P.M.P.) - 拿督斯里 (2012)

#### 外国勋章
- 法國
  -  获法国總統雅克·希拉克頒授“法国荣誉军团骑士榮譽勋章”（2007）[66]
  -  獲法國總統薩爾科齊親自頒發“法國榮譽軍團軍官榮譽勛章”（2012）[67]
  -  獲法國駐馬來西亞大使親自頒發“法國藝術與文學軍官勛章”（2016）
  -  獲法國總統奧朗德頒授“法國榮譽軍團指揮官榮譽勛章”（2017）[68]
- 美国
  -  總統自由勳章（2024）[69]